# Tockus rufirostris
Tockus rufirostris es una especie de pájaro de la familia de los bucerótidos (Bucerotidae) que recibe en inglés el nombre de cálao de pico rojo del sur (southern red-billed hornbill). Habita en las sabanas áridas de África Meridional, desde Malawi y Zambia hasta el sur de Angola y la Provincia de Transvaal. Es considerada por algunos autores una subespecie del toco piquirrojo, como Tockus erythrorhynchus rufirostris, mientras otros la consideran una especie diferente a raíz de los trabajos de Kemp et Delport 2002.